# 徐安祥
徐安祥（1956年4月—），江苏常州人，中国人民解放军空军中将。中共第十九届中央委员。

## 生平
曾任南京军区空军航空兵第十四师师长，南京军区空军副参谋长、参谋长等职。2011年7月，任中国人民解放军空军副参谋长。2012年12月，任广州军区副司令员兼广州军区空军司令员。2016年1月，任中国人民解放军南部战区副司令员兼南部战区空军司令员。2017年12月任空军副司令员。2021年3月依新《现役军官管理暂行条例》，因连续任副战区职超过8年退出现役。
2007年晋升空军少将军衔，2014年晋升空军中将军衔。